# جانيت كيدر
جانيت كيدر (بالإنجليزية: Janet Kidder)‏ (و. 1972  م) هي ممثلة مسرحية، وممثلة أفلام كندية، ولدت في تورونتو.
.

## وصلات خارجية
- جانيت كيدر على موقع IMDb (الإنجليزية)
- جانيت كيدر على موقع روتن توميتوز (الإنجليزية)
- جانيت كيدر على موقع ألو سيني (الفرنسية)
- جانيت كيدر على موقع أول موفي (الإنجليزية)
- جانيت كيدر على موقع قاعدة بيانات الفيلم (الإنجليزية)
- جانيت كيدر على موقع كينوبويسك (الروسية)